# Мурата, Юсукэ
Юсукэ Мурата (яп. 村田 雄介 Мурата Ю:сукэ, род. 4 июля 1978, Мияги) — японский мангака.

## Биография
Как мангака Мурата дебютировал в 1995 году, опубликовав в специальном выпуске журнала Weekly Shonen Jump издательства Shueisha ваншот-мангу Partner, за которую он получил награду Hop Step Award. В июне 1998 года в том же журнале Мурата опубликовал мангу Samui Hanashi, получив за неё премию Акацуки.
Наибольшую известность ему принесла манга Eyeshield 21, выпущенная в сотрудничестве с писателем Риитиро Инагаки, которая печаталась в журнале Weekly Shonen Jump с июля 2002 по июнь 2009 года, а позже по ней был выпущен аниме-сериал. Также Мурата проиллюстрировал мангу One-Punch Man автора One, которая публикуется в онлайн-версии журнала Weekly Young Jump с июня 2012 года.

## Список работ
- Partner (яп. パートナー Па:тона:) (1995)
- Samui Hanashi (яп. さむいはなし Самуй Ханаси) (1998)
- Kaitō Colt (яп. 怪盗COLT Кайто: Коруто) (2002)
- Eyeshield 21 (яп. アイシールド21 Айси:рудо Нидзю:ити) (совместно с Риитиро Инагаки; 2002)
- Madofuki Park (яп. 窓ふきパルク Мадофуки Паруку) (2008)
- Hetappi Manga Kenkyūjo R (яп. ヘタッピマンガ研究所R Хэтаппи Манга Кэнкю:дзё Ару) (2008—2010)
- Blust! (2009)
- Minds (яп. マインズ Майндзу) (2010)
- Donten Prism Solar Car (яп. 曇天・プリズム・ソーラーカー Донтэн Пуридзуму Со:ра: Ка:) (совместно с Ясуо Отагаки; 2010—2011)
- Dotō no Yūshatachi (яп. 怒涛の勇者達 Дото: но Ю:сятати) (совместно с One; 2012)
- Dangan Tenshi Fan Club (яп. 弾丸天使ファンクラブ Данган Тэнси Фан Курабу) (совместно с One; 2012)
- One-Punch Man (яп. ワンパンマン Ванпан-ман) (совместно с One; с 2012)
- Back to the Future (яп. バック・トゥ・ザ・フューチャー Бакку ту дза фю:тя:) (манга-адаптация одноимённой кинотрилогии, с 20 апреля 2018[4])